# Viana (Hiszpania)
Viana – gmina w Hiszpanii, w Nawarze, o powierzchni 78,87 km². W 2011 roku gmina liczyła 4022 mieszkańców.
Z miastem związana jest historia Cesare Borgia, który był m.in. pierwowzorem bohatera traktatu „Książę” Niccolò Machiavellego, a także był synem lub bliskim krewny kardynała Rodrigo Borgii (późniejszego papieża Aleksander VI). Cesare Borgia zginął w 1507 roku w bitwie pod Vianą i został pochowany w tamtejszym kościele Santa María.
Miasto jest ważnym miejscem przystankowym dla pielgrzymów zmierzających do Santiago de Compostela, ostatnim we wspólnocie autonomicznej Nawarra.